# Dobročovice
Dobročovice település Csehországban, a Kelet-prágai járásban. Dobročovice Úvaly, Zlatá, Škvorec, Sluštice és Květnice településekkel határos. Lakosainak száma 337 fő (2024. január 1.).

## Népesség
A település lakosságának változását az alábbi diagram mutatja:
| Lakosok száma | 297  | 274  | 311  | 221  | 128  | 123  | 268  | 318  | 332  | 337  |
|               | 1869 | 1890 | 1921 | 1950 | 1980 | 2001 | 2017 | 2019 | 2022 | 2024 |